# Silver City Mountain Resort
Le Silver City Mountain Resort est un lodge américain à Silver City, dans le comté de Tulare, en Californie. Situé dans la Sierra Nevada à 2 129 mètres d'altitude, il est protégé au sein du parc national de Sequoia, dont il est le seul hôtel avec le Wuksachi Lodge. Accessible par la Mineral King Road, il est constitué de cabanes et chalets.